# Kod linii ICAO
Kod linii ICAO – w zasadzie nie jest to kod, lecz tzw. oznacznik; dotyczy on nie tylko samych linii lotniczych, ale również służb ruchu lotniczego, cywilnych i wojskowych władz lotniczych. Oznaczniki te w połączeniu ze wskaźnikami lokalizacji (ang. Location Indicators) podanymi w ICAO Doc 7910 „Location Indicators”, stanowią bardzo ważny element adresu stałej lotniczej sieci telekomunikacyjnej (AFTN), łączącej niemal wszystkie służby ruchu lotniczego na całym świecie. 
Oznacznik linii lotniczej, operatora, władz lotniczych itp. składa się zawsze z trzech liter, i może być stosowany wyłącznie po uprzednim zatwierdzeniu go przez właściwą komórkę ICAO. Zbiór wszystkich oznaczników wydawany jest co jakiś czas w specjalnym podręczniku o nazwie ICAO Doc 8585 „Designators for Aircraft Operating Agencies Aeronautical Authorities And Services”.
Oprócz samego oznacznika dokument ten zawiera również umowne znaki wywoławcze stosowane przez linie lotnicze. Na przykład w przypadku British Airways takim umownym znakiem wywoławczym jest słowo „Speedbird”. Jeśli więc do służb kontroli ruchu lotniczego zgłasza się załoga wykonująca lot o numerze powiedzmy BA-243, kontrolerzy wywołują go przez radio jako „Speedbird 243”.
W powyższym przykładzie numer lotu (numer rejsu) opisany jako BA-243 zawiera jeszcze tzw. kod Międzynarodowego Stowarzyszenia Przewoźników Lotniczych (IATA) – są to w tym przypadku dwie literki „BA”. Oznacznikiem ICAO dla British Airways są natomiast litery „BAW”.  
Źródła:
ICAO Doc 8585,
ICAO Doc 7910

## Przykłady
- BAW – British Airways
- DLH – Lufthansa
- LOT – Polskie Linie Lotnicze "LOT"
- WZZ – WizzAir
- YNY – oznacznik służby ruchu lotniczego, tzw. Międzynarodowego Biura NOTAM
- ZPZ – oznacznik Biura Odpraw Załóg dla danego lotniska
- ZAZ – służba kontroli zbliżania dla danego lotniska
- PAF – Polish Air Force
- ENT – Enter Air